# Annamarie Thomas
Annamarie Thomas (Emmeloord, 15 de septiembre de 1971) es una deportista neerlandesa que compitió en patinaje de velocidad sobre hielo.
Ganó una medalla de bronce en el Campeonato Mundial de Patinaje de Velocidad sobre Hielo de 1995 y dos medallas de oro en el Campeonato Mundial de Patinaje de Velocidad sobre Hielo en Distancia Individual de 1996. Además, obtuvo tres medallas en el Campeonato Europeo de Patinaje de Velocidad sobre Hielo entre los años 1995 y 1999.
Participó en tres Juegos Olímpicos de Invierno, entre los años 1994 y 2002, ocupando el quinto lugar en Lillehammer 1994 (1500 m y 3000 m) y el quinto en Nagano 1998 (1000 m).

## Palmarés internacional
| Campeonato Mundial                         | Campeonato Mundial        | Campeonato Mundial | Campeonato Mundial    |
| Año                                        | Lugar                     | Medalla            | Prueba                |
| ------------------------------------------ | ------------------------- | ------------------ | --------------------- |
| 1995                                       | Savalen (Noruega)         | Medalla de bronce  | Clasificación general |
| Campeonato Mundial en Distancia Individual |                           |                    |                       |
| Año                                        | Lugar                     | Medalla            | Prueba                |
| 1996                                       | Hamar (Noruega)           | Medalla de oro     | 1000 m                |
| 1996                                       | Hamar (Noruega)           | Medalla de oro     | 1500 m                |
| Campeonato Europeo                         |                           |                    |                       |
| Año                                        | Lugar                     | Medalla            | Prueba                |
| 1995                                       | Heerenveen (Países Bajos) | Medalla de plata   | Clasificación general |
| 1996                                       | Heerenveen (Países Bajos) | Medalla de plata   | Clasificación general |
| 1999                                       | Heerenveen (Países Bajos) | Medalla de bronce  | Clasificación general |